# لوكاس سيمون
لوكاس آلبيرتو سيمون غارسيا (بالإسبانية: Lucas Simón)‏ هو لاعب كرة قدم بولندي من مواليد الأرجنتين عام 1986، .

## وصلات خارجية
- لوكاس سيمون على موقع إي إس بي إن إف سي (الإنجليزية)
- لوكاس سيمون على موقع قاعدة بيانات كرة القدم.إي يو (الإنجليزية)
- لوكاس سيمون على موقع Soccerway.com (الإنجليزية)
- لوكاس سيمون على موقع AS.com (الإسبانية)

- يورو سبورت - لوكاس سيمون
- كووورة - لوكاس سيمون